# Partido Comunista de la República Socialista Soviética de Kazajistán
El Partido Comunista de la República Socialista Soviética de Kazajistán (en ruso: Коммунисти́ческая па́ртия Казахстанской ССР, abreviado como КП КССР, en kazajo: Қазақ КСР Коммунистік партиясы) era la rama a nivel regional del Partido Comunista de la Unión Soviética en la RSS de Kazajistán, una de las repúblicas constituyentes de la Unión Soviética.

## Historia
Los movimientos socialdemócratas en el actual territorio kazajo comenzaron en el siglo XIX y a principios del siglo XX. Los primeros círculos socialdemócratas surgieron en Uralsk y Petropavlovsk, y posteriormente se creó uno en Semipalatinsk. El total de socialdemócratas apenas era de 500 personas, por lo que durante la revolución de 1905, fueron fácilmente derrotados. Hasta 1921, no había un centro de partido único de los bolcheviques en el territorio del Kazajistán moderno, pero había una organización kazaja parte del Partido Comunista de la RASS de Turkestán, creado en junio de 1918, que incluía las organizaciones del partido de Syrdarya, Semirechensk, partes de las regiones de Turgay y Ural. Durante este tiempo dichas organizaciones estuvieron liderando la lucha contra los revolucionarios en la Guerra Civil, por lo que durante este tiempo su número de miembros aumentó. El 30 de abril de 1920, el Comité Central del Partido Comunista Ruso (Bolchevique) creó la Oficina Regional Kirguisa del PCR (b). Del 11 al 18 de junio de 1921 tuvo lugar en Oremburgo la primera conferencia regional del partido de la RASS de Kirguistán, que eligió al comité regional del partido. En abril de 1922, se creó la Oficina de Kirguistán del Comité Central del PCR (b).
En los primeros años, había pocos kazajos étnicos en la organización del partido de Kazajistán soviético; en 1922, únicamente había 1,481 comunistas kazajos, lo que representaba el 8,9% de la organización del partido de la RASS de Kirguistán.Como parte del Llamado de Lenin de 1924, fueron admitidas al partido alrededor de 8 mil personas, entre ellas más de 6 mil trabajadores y un número significativo de jornaleros agrícolas. El número de comunistas kazajos en la República Autónoma Socialista Soviética de Kirguistán aumentó de 1,539 personas en 1924 a 11,634 personas el 1 de enero de 1926. Una parte significativa de los nuevos miembros kazajos del partido era analfabeta; al 1 de enero de 1926, 4432 (38%) de los 11 634 comunistas kazajos eran analfabetos, y en tan solo dos años, entre los comunistas rusos de Kazajistán el 1 de enero de 1926, solo el 4% eran analfabetos.
El 1 de enero de 1926, la composición nacional de la organización del partido de la RASS de Kazajistán soviético era la siguiente: 15,399 rusos, 11,634 kazajos, y 6,225  de otras etnias. Como resultado de la kazajización, en 1937, los kazajos étnicos comenzaron a constituir casi la mitad de la organización del partido de la república. El 1 de enero de 1937, la composición étnica de la organización del partido de Kazajistán soviético era la siguiente: kazajos un 46,8%, rusos un 32,9%, ucranianos un 9,7%, uzbekos un 1,6%, y uigures un 1,1%. Según la decisión del Comité Central del PCR (b) del 19 de febrero de 1925, el comité local del óblast se transformó en comité local de krái. En relación con la creación de la República Socialista Soviética de Kazajistán en 1936, el Comité Central del PCU (b) transformó el 23 de abril de 1937  a la organización local del partido en el Partido Comunista de la República Socialista Soviética de Kazajistán, una nueva organización regional.
El Primer Congreso del partido de la República, que se llevó a cabo en junio de 1937, completó la formación. Durante la Gran Guerra Patria (1941-1945) el partido dirigió el trabajo organizativo y logístico, con el cual 82 mil (aproximadamente dos tercios) miembros del partido de la república se enlistaron en el Ejército Rojo, mientras tanto 128,559 personas se unieron al partido. 
En los años de posguerra, los trabajadores miembros del partido se encargaron de reconstruir la economía regional y de asegurar su futuro desarrollo, por lo que continuaron siguiendo los principios leninistas en las políticas del partido y en la legalidad socialista. El partido se encargó de supervisar el desarrollo de las tierras vírgenes llevado a cabo por Jrushchov, que consistió en el aprovechamiento de recursos del subsuelo y en la construcción de empresas industriales, ferrocarriles y carreteras. Tras el crecimiento de la economía de la república, aumentó aún más la influencia del Partido, así como su nivel de organización. En enero de 1972, el partido tenía más de 595,000 miembros; y al 1 de enero de 1990, tenía  866,000 miembros. El 28 de agosto de 1991 (6 días después del fracaso del golpe de Estado llevado a cabo por el GKChP en Moscú), el Primer Secretario del partido, Nursultán Nazarbáyev, renunció al cargo de primer secretario regional y suspendió su membresía del PCUS. Finalmente, el 7 de septiembre de 1991, por iniciativa de Nazarbáyev, el partido fue disuelto por decisión del 18º Congreso extraordinario del partido.

## Lista de Primeros Secretarios
| #  | Imagen | Nombre                              | Inicio                   | Final                    |
| -- | ------ | ----------------------------------- | ------------------------ | ------------------------ |
| 1  |        | Levón Mirzoyán (1897-1939)          | 5 de diciembre de 1936   | 3 de mayo de 1938        |
| 2  |        | Nikolái Skvortsov (1899-1974)       | 3 de mayo de 1938        | 14 de septiembre de 1945 |
| 3  |        | Zhumabái Shayajmetov (1902-1966)    | 14 de septiembre de 1945 | 6 de marzo de 1954       |
| 4  |        | Panteleimón Ponomarenko (1902-1984) | 6 de marzo de 1954       | 8 de mayo de 1955        |
| 5  |        | Leonid Brézhnev (1906-1982)         | 8 de mayo de 1955        | 6 de marzo de 1956       |
| 6  |        | Iván Yákovlev (1910-1999)           | 6 de marzo de 1956       | 26 de diciembre de 1957  |
| 7  |        | Nikolái Beliáyev (1903-1966)        | 26 de diciembre de 1957  | 19 de enero de 1960      |
| 8  |        | Dinmujamed Kunáyev (1912-1993)      | 19 de enero de 1960      | 26 de diciembre de 1962  |
| 9  |        | Ismaíl Yusúpov (1914-2005)          | 26 de diciembre de 1962  | 7 de diciembre de 1964   |
| 10 |        | Dinmujamed Kunáyev (1912-1993)      | 7 de diciembre de 1964   | 16 de diciembre de 1986  |
| 11 |        | Guennadi Kolbin (1927-1998)         | 16 de diciembre de 1986  | 22 de junio de 1989      |
| 12 |        | Nursultán Nazarbáyev (Nacido 1940)  | 22 de junio de 1989      | 7 de septiembre de 1991  |

## Congresos y Conferencias
| Reunión        | Fecha                                          | Lugar    |
| -------------- | ---------------------------------------------- | -------- |
| I Congreso     | 5 al 9 de junio de 1937                        | Alma Ata |
| II Congreso    | 4 al 14 de julio de 1938                       | Alma Ata |
| III Congreso   | 10 al 18 de marzo de 1940                      | Alma Ata |
| IV Congreso    | 25 de febrero al 1 de marzo de 1949            | Alma Ata |
| V Congreso     | 15 al 18 de diciembre de 1951                  | Alma Ata |
| VI Congreso    | 20 al 24 de septiembre de 1952                 | Alma Ata |
| VII Congreso   | 16 al 16 de febrero de 1954                    | Alma Ata |
| VIII Congreso  | 24 al 27 de enero de 1956                      | Alma Ata |
| IX Congreso    | 14 al 15 de enero de 1959                      | Alma Ata |
| X Congreso     | 10 al 12 de marzo de 1960                      | Alma Ata |
| XI Congreso    | 27 al 29 de septiembre de 1961                 | Alma Ata |
| XII Congreso   | 10 al 12 de marzo de 1966                      | Alma Ata |
| XIII Congreso  | 24 al 25 de febrero de 1971                    | Alma Ata |
| XIV Congreso   | 4 al 6 de febrero de 1976                      | Alma Ata |
| XV Congreso    | 4 al 6 de febrero de 1981                      | Alma Ata |
| XVI Congreso   | 6 al 8 de febrero de 1986                      | Alma Ata |
| XVII Congreso  | 7 al 9 de junio de 1990 - 22 de agosto de 1990 | Alma Ata |
| XVIII Congreso | 7 de septiembre de 1991                        | Alma Ata |